# Althoffblock

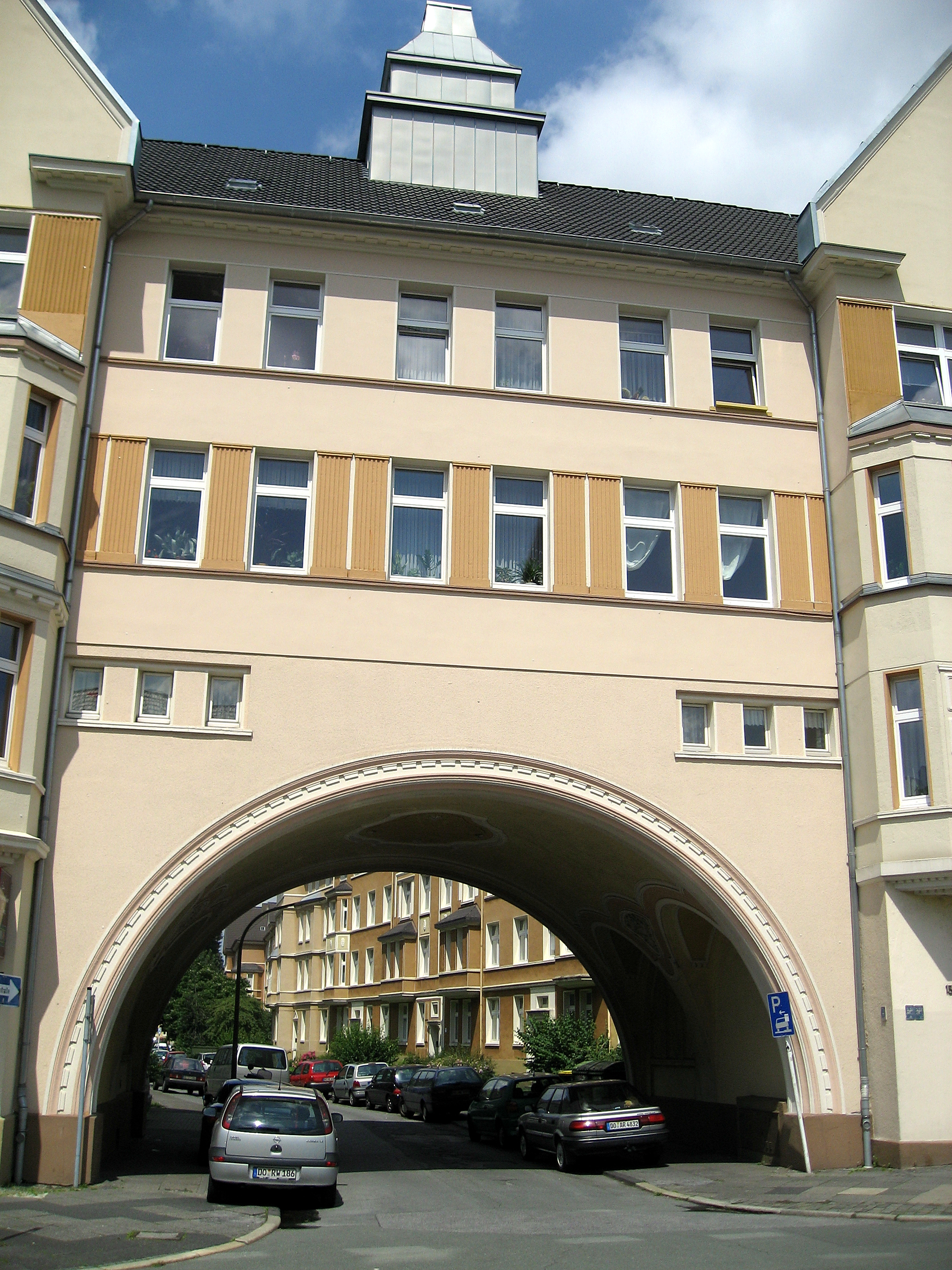
Toreinfahrt Althoffblock vom Neuen Graben

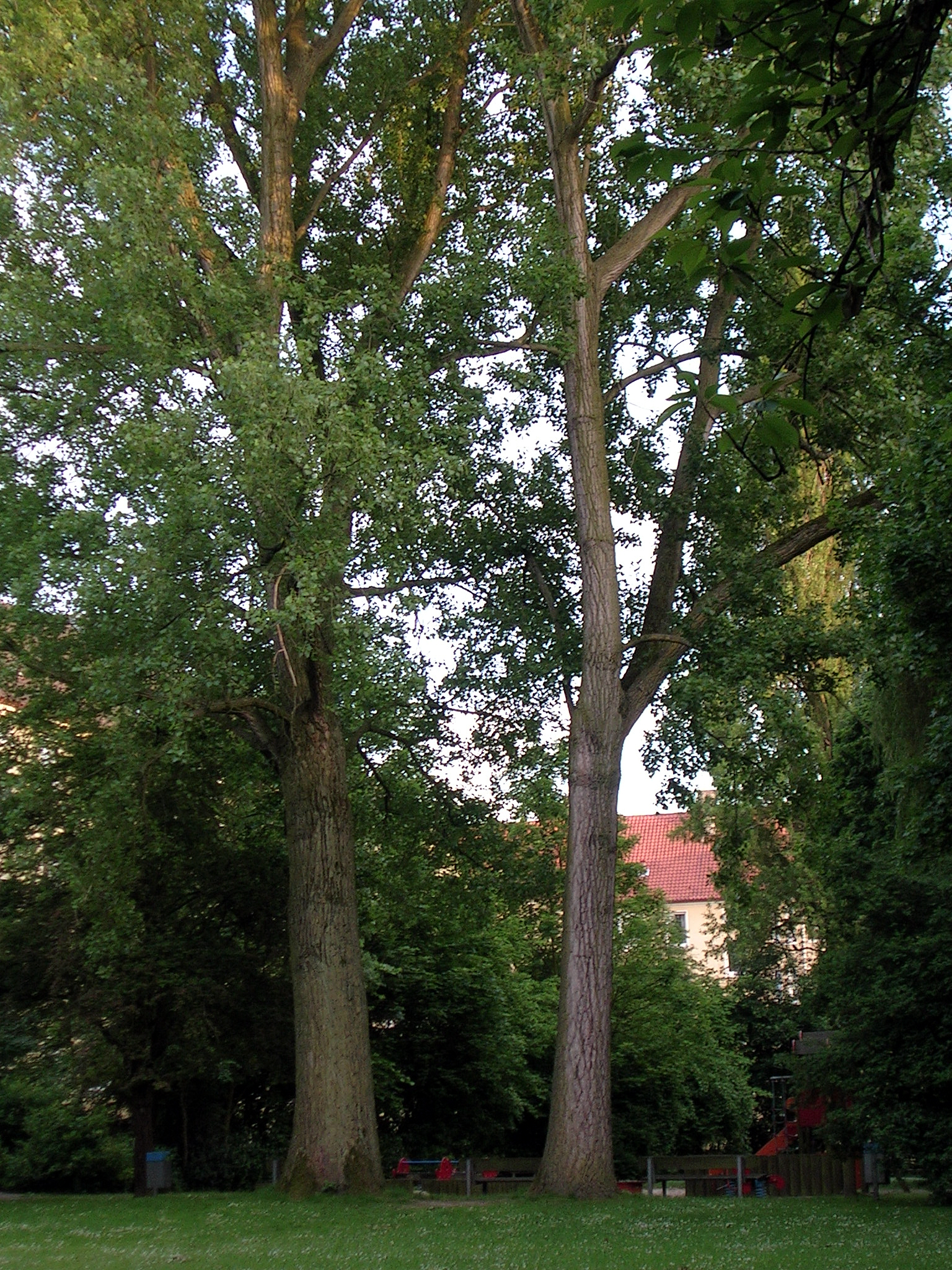
Blick in einen der Innenhöfe

Der Althoffblock ist eine städtische Wohnanlage in Dortmund, mit deren Bau 1914 begonnen wurde. Die Genossenschaft Spar- und Bauverein Dortmund eG, die hier gegründet wurde, hält in Dortmund 2007 etwa 12.000 Wohnungen, davon etwa 1600 im Wohnquartier Althoffblock. Der Althoffblock ist ein Muster für städtisches Wohnen und als Ensemble auf der Dortmunder Denkmalliste über die einzelnen Gebäude erfasst.
Kern des Wohngebietes ist das Kreuz aus Althoffstraße und Roseggerstraße im südlichen Teil des Stadtbezirks Innenstadt-West. Die Zufahrten über die Althoffstraße sind durch Toreinfahrten von den anliegenden, stärker befahrenen Straßen abgegrenzt. Der gesamte Althoffblock mit seinen viergeschossigen Wohnhäusern umschließt mehrere große Innenhöfe, die jeweils einige tausend Quadratmeter Grünfläche mit Spielplätzen und Wiesen bieten, die nur für die Anwohner zugänglich sind. Zufahrten für PKW und Garagen gibt es nur für die Bewirtschaftung. Einige der Gärten sind überhaupt nicht durch Einfahrten erreichbar. Die Vorgärten und Innenhöfe werden teilweise von den Bewohnern individuell und liebevoll gepflegt. Eine ab 2022 begonnene Sanierung des Ensembles führt zur Vereinheitlichung der Vorgärten und zum Protest von Genossenschaftsmitgliedern. Die über Jahrzehnte entwickelte Wohnanlage bietet trotz vergleichbarer Standards der Wohnungen eine individuelle Gestaltung der einzelnen Gebäude.
Das Wohnangebot richtete sich ursprünglich hauptsächlich an Arbeiter der umliegenden Industriebetriebe und kleine Beamte und Angestellte. Der überwiegende Teil der Wohnungen ist mit einer Größe zwischen 45 und 75 m² relativ klein, sodass heute nicht mehr viele Familien im Althoffblock wohnen. Laut einem Bericht der WAZ vom 23. Februar 2002 waren damals etwa 50 % der Mieter über 60 Jahre alt, ein Drittel unter 30.
In Zusammenarbeit mit der Caritas unterhält die Genossenschaft in der Steubenstraße 16 einen „Nachbarschaftstreff“, der sich besonders um die älteren Bewohner kümmert, zahlreiche Kurse anbietet und eine kleine Zeitung herausgibt. Die Caritas betreibt weiterhin eine Sozialstation.